# Igor Ippolitov
Igor Vasilievitj Ippolitov (ryska: Игорь Васильевич Ипполитов), född 19 april 1919 i Moskva, död där 24 november 1995, var en sovjetisk (rysk) skridskoåkare och tävlingscyklist. Han var son till Vasilij Ippolitov.
Ippolitov vann ryska krigsmästerskapen på skridsko på 3 000 och 5 000 meter 1943 samt blev rysk mästare på cykel 1939, 1940 och 1945. Hans bästa skridskotider var: 500 meter 44,6 sekunder, 1 500 meter 2.23,3, 5 000 meter 8.46,1 och 10 000 meter 17.53,2.